# Гаал (певец)
Кри́стиан Э́йвинд Э́спедаль (норв. Kristian Eivind Espedal, род. 7 августа 1975, Эспедаль, Фьялер, Согн-ог-Фьюране), более известный под сценическим псевдонимом Гаал (норв. Gaahl) — норвежский музыкант, вокалист блэк-метал-группы Gorgoroth с 1998 по 2009 год и создатель и участник ещё нескольких музыкальных проектов.

## Биография
В 1992 году в Бергене Гаал вместе с ещё одним музыкантом основал блэк-метал группу Trelldom. В 1994 году музыканты выпустили первую демозапись, а в следующем году — альбом Til Evighet…, изданный лейблом Head Not Found. В 1998 году на Hammerheart Records вышел второй альбом Til et Annet….
В 1998 году Гаал стал вокалистом Gorgoroth. В альбоме Destroyer он исполнил заглавную песню, в трёх следующих альбомах Гаал был и основным автором текстов. В 1998—2000 годах Гаал записывал музыку в проектах Gaahlskagg и Sigfader, вторым участником обеих групп был сессионный гитарист Gorgoroth Скагг (Стиан Легрейд), на ударных в Sigfader играл Квитрафн (Эйнар Сельвик).
В 2001 году Гаал был признан виновным в многочасовом избиении мужчины и приговорён к году тюрьмы и выплате 158 000 норвежских крон в качестве компенсации жертве. В приговоре суд охарактеризовал действия Гаала как исключительно жестокие и безмотивные. После того, как стало ясно, что музыканту предстоит отбыть срок в тюрьме, группа была вынуждена прервать работу над альбомом Twilight of the Idols (вышел в июне 2003 года). В мае 2004 года Гаал был признан виновным в ещё одном преступлении — избиении 41-летнего мужчины, имевшем место в феврале 2002 года. Пострадавший утверждал, что Гаал грозил принести его в жертву и выпить кровь. После апелляции в феврале 2005 года первоначальный срок в 18 месяцев был сокращён до 14 месяцев, а сумма компенсации жертве — увеличена со 100 000 до 190 000 крон. Фактически из этого срока Гаал провёл в тюрьме 9 месяцев с апреля 2006 года по январь 2007 года.
Гаал дал небольшое интервью для снятого в 2005 г. документального фильма Metal: A Headbanger’s Journey. Он рассказывает о поджогах церквей и других подобных событиях, имевших место в Норвегии в начале 1990-х, и излагает свои взгляды на сатанизм.
С осени 2007 года в Патентном бюро Норвегии и в суде шёл спор по поводу прав на имя Gorgoroth. Сначала Патентное бюро Норвегии вынесло решение в пользу Гаала и Кинга, позже в суде Инфернус добился отмены регистрации товарного знака за Гаалом и Кингом и признания правообладателем себя. После этого Гаал и Кинг ов Хелл объявили о создании группы God Seed (по названию песни с Ad Majorem Sathanas Gloriam).
В одном из интервью в апреле 2009 года Кинг ов Хелл подтвердил, что у группы полностью готов музыкальный материал, однако Гаал ещё не написал тексты и не записал вокальные партии. Летом God Seed выступили на двух фестивалях, исполняя песни Gorgoroth из двух последних на тот момент альбомов. В августе стало известно, что Гаал покидает God Seed и уходит из метал-музыки вообще, но продолжит проект Trelldom. Кинг ов Хелл пригласил в God Seed нового вокалиста Шаграта и переименовал группу в Ov Hell. Ныне Гаал работает в качестве бэк-вокалиста в норвежской фолк-группе Wardruna, лидером которой является бывший партнёр Гаала по Gorgoroth и Sigfader Эйнар Селвик.
В 2012 году Гаал вернулся в God Seed и записал вместе с группой альбом I Begin, вышедший 30 октября того же года на Indie Recordings. Рецензент Pitchfork охарактеризовал его как работу, лежащую за пределами традиционного норвежского блэк-метала и отдающую должное стоунер-металу и краутроку. В сентябре 2015 года God Seed отыграли свой последний концерт, и в том же месяце Гаал анонсировал новую группу Gaahls Wyrd.

## Убеждения
Гаал называет себя приверженцем скандинавского шаманизма. Объясняя использовании сатанинских образов в песнях Gorgoroth, Гаал говорил, что делает это, чтобы показать враждебность христианству. В 2005 году в документальном фильме «Путешествие металлиста» Гаал выразил поддержку поджогам церквей, которые в начале 1990-х совершили музыканты и поклонники норвежской блэк-металлической сцены.
В юности Гаал был близок к ультраправым норвежским группировкам и бандам. В интервью журналу «Rock Hard» в 2008 году он пояснял, что вступал туда не из-за политических взглядов, а потому что «чтобы защитить себя, тогда нужно было заявить о своей принадлежности к какой-то группе. Я думаю, у меня и всех моих друзей дело обстояло именно так, хотя некоторые из них перешли в наиболее радикальные политические группировки».

## Личная жизнь
В июле 2008 года стало известно, что Гаал вместе с модельным агентом Даном Де Веро участвует в создании коллекции женской одежды, а сам Де Веро в интервью сказал, что у них «близкие отношения». В том же году в интервью для ноябрьского номера «Rock Hard» Гаал признался, что является геем.
В феврале 2010 года Гаал получил главный приз ежегодной церемонии Bergen Gay Galla. Он стал «гомосексуалом года» (Homosexual Of The Year) за вклад в развитие ЛГБТ-сообщества Норвегии.

## Дискография
Trelldom
- Disappearing of the Burning Moon (демо; 1994)
- Til Evighet (1995)
- Til et Annet… (1998)
- Til Minne… (2007)

Gorgoroth
- Destroyer (1998)
- Incipit Satan (2000)
- Twilight of the Idols (2003)
- Ad Majorem Sathanas Gloriam (2006)

Gaahlskagg
- Erotic Funeral Party I/Styggmyrs Triumf (сплит с Stormfront; 1999)
- Erotic Funeral (2000)

Sigfader
- Sigfaders Hevner (1999)

Wardruna
- Runaljóð — gap var Ginnunga (2009)
- Runaljóð — Yggdrasil (2013)

God Seed
- I Begin (2012)

## Фильмография
- 2005 — Путешествие металлиста (документальный, играет себя)
- 2012 — Пленница. Побег (Грим)

## Галерея
- Гаал на фестивале Hellfest (2009)
- Гаал на фестивале Hellfest (2009)
- Гаал на фестивале Hellfest (2009)
- Гаал и Телох на концерте
- Гаал и Кинг ов Хелл на концерте в Париже (2007).